# Andrés Bello
Andrés de Jesús María y José Bello López (n. 29 noiembrie 1781 - d. 15 octombrie 1865) a fost un poet, critic literar, jurist, filolog, pedagog venezuelean. A adus o contribuție importantă la modernizarea culturii sud-americane.
A fost profesorul revoluționarului Simón Bolívar.

## Opera
- 1823: Alocuțiune în favoarea poeziei ("Alocutión a la poesía")
- 1827: Elogiul agriculturii din zona tropicală ("Silva a la agricultura en la zona tórrida")
- 1832: Principiile drepturilor omului ("Principios de derecho de jentes")
- 1838: Gramatica limbii latine ("Gramática de la lengua latina")
- 1844: Principii de drept internațional ("Principios de Derecho Internacional")
- 1846: Teresa, dramă în proză în cinci acte ("Teresa; drama en prosa y en cinco actos")
- 1847: Gramatica limbii castiliene ("Gramática de la lengua castellana")
- 1848: Cosmografie și descrierea universului conform ultimelor descoperiri ("Cosmografía o descripción del universo conforme a los últimos descubrimientos")
- 1850: Compendiu de istoria literaturii ("Compendio de la historia de la literatura")
- 1855: Principii de dicție poetică și de metrică ("Principios de ortología y métrica")
- 1856: Codul civil al Republicii Chile ("Código Civil de la República de Chile")

Andrés Bello a fost fondator al revistelor Biblioteca americana și El repertorio americano.